# Менгерскирхен
Менгерскирхен (њем. Mengerskirchen) град је у њемачкој савезној држави Хесен. Једно је од 19 општинских средишта округа Лимбург-Вајлбург. Према процјени из 2010. у граду је живјело 5.902 становника. Посједује регионалну шифру (AGS) 6533011.

## Географски и демографски подаци
Менгерскирхен се налази у савезној држави Хесен у округу Лимбург-Вајлбург. Град се налази на надморској висини од 420 метара. Површина општине износи 30,8 km². У самом граду је, према процјени из 2010. године, живјело 5.902 становника. Просјечна густина становништва износи 191 становника/km².